# Самира Ефенди
Самира Азер гизи Ефендијева (azer. Samirə Azər qızı Əfəndiyeva; 17. април 1991), познатија као Самира Ефенди или само као Ефенди је азербејџанска певачица. Најпознатија је као представница Азербејџана на Песми Евровизије 2021. године.

## Каријера
Ефендијева је у Азербејџану стекла популарност након што је учествовала на такмичењу Yeni Ulduz 2009. године, а касније и на националном избору за представника Азербејџана на Песми Евровизије 2014. године. Касније је учествовала и у The Voice of Azerbaijan 2016. године где је завршила на трећем месту. 2017. године је наступила као представница Азербејџана на међународном такмичењу Silk Way Star у Алматију, Казахстан где је завршила на трећем месту. Ефендијева је наступила и на фестивалу Voice of Nur-Sultan као представница Азербејџана 2019. године.

### 2020-2021ː Песма Евровизије
28. фебруара 2020. Ичтимаи телевизија је изабрала Ефендијеву као представницу Азербејџана на Песми Евровизије 2020. године. у Ротердаму са песмом Cleopatra, које је касније 18. марта исте године такмичење било отказано због пандемије коронавируса. 20. марта 2020. Ефенди је на свом Инстаграм профилу потврдила да је Ичтимаи телевизија изабрала њу за представницу Азербејџана на Песми Евровизије 2021. године. Наступила је са песмом Mata Hari где се квалификовала за финале и завршила на 20. месту са 65 бодова. Поред њеног наступа на такмичењу, у жижу јавности је Ефендијева доспела и због могуће везе са норвешким представником певачем Тиксом који јој се отворено удварао тако што јој је посвећивао разне песме а и остављао поклоне, на шта му је Ефендијева на исти начин узвратила, а поред тога је и објавила и нову песму коју је посветила њему. Међутим, непознато је да ли су започели везу или су остали само у пријатељским односима.

## Дискографија

### Синглови
- "Yarımın Yarı" (2019)
- "Sən Gələndə" (2019)
- "Yol Ayrıcı" (2019)
- "Cleopatra" (2020)
- "Mata Hari" (2021)